# 반응의 범위 모형
반응의 범위 모형(reaction range concept)은 사람의 발달은 선천적인 요소와 후천적인 요소가 복합적으로 작용한다는 이론이다. 선천적으로 발달이 가능한 범위가 정해져 있고, 그 안에서 환경 풍요도에 따라 발달의 수준이 변한다. 이 모형은 발달심리학 분야에서 일반적으로 받아들여진다.